# Drobnjak
Drobnják (znanstveno ime Allium schoenoprasum)  je začimbna rastlina trajnica iz rodu Allium (luk) družine lukovk (Alliaceae). Je najmanjša vrsta užitnih čebul in izvira iz Evrope, Azije ter Severne Amerike. Drobnjak je edina vrsta iz rodu Allium (luk), ki izvorno raste tako na novi in kot na stari celini.
Drobnjak se kot zelišče uporablja v številnih gospodinjstvih. Lahko je gojen na vrtovih ali pa kupljen v številnih živilskih trgovinah. V kulinarične namene ga lahko v nasesekljani obliki uporabljamo za začinjanje rib, krompirja, juh in ostalih jedi. Zaradi svojih lastnosti je zelo uporaben tudi za odganjanje žuželk z vrtov.

## Biologija
Drobnjak  je trajnica, ki tvori čebulice in v višino zraste 30–50 cm. Čebulice so majhne, stožčaste oblike, 2–3 cm dolge in 1 cm široke ter rastejo v gostih skupinah. Listi imajo mehko zgradbo in so votli ter valjaste oblike, do 50 cm dolgi, njihov premer pa je 2–3 mm. Cvetovi so bledo vijolični, zvezdasto oblikovani s šestimi cvetnimi listi in široki 1–2 cm. Cvetijo v gostih socvetjih po 10-30 cvetov, ki so pred razcvetom obdani s tankimi ovršnimi listi. Semena, ki se nahajajo v majhnih 3-delnih strokih, dozorijo poleti. Rastlina cveti od aprila do maja v južnih delih in junija v severnih delih prirodnih območij. Drobnjak je edina vrsta rodu Allium, ki izvira tako iz stare kot iz nove celine. V nekaterih primerih so rastline, odkrite v Severni Ameriki, klasificirane kot A. shoenoprasum var. Sibricum, čeprav je to sporno, saj so bile med primerki opažene upoštevanja vredne razlike. V enem primeru v severnem Maineu so bili odkriti primerki, ki so rastli posamično namesto v skupinah ter imeli pusto sive cvetove namesto vijoličnih. Čeprav drobnjak v splošnem odvrača žuželke, pa so njegovi cvetovi zaradi žveplovih sestavin privlačni za čebele, zaradi česar ga v nekaterih primerih uporabljajo za povečanje števila zaželenih žuželk.

## Ime
Njegovo ime je sestavljeno iz grške besede skhoinos (biček) in prason (por).
Pogovorno se drobnjaku reče »šnitlih« (Zahodna Štajerska, Zasavje), »šnitlah« (Idrija)... po nemški besedi Schnittlauch.

## Uporaba

### Kulinarika
Drobnjak je gojen zaradi svojih listov, ki se uporabljajo v kulinarične namene kot začimba in je v primerjavi z ostalimi sorodnimi vrstami rodu Allium bolj blagega okusa. Zaradi vsestranske uporabnosti je prisoten tudi v francoskih in švedskih tradicionalnih jedeh. Že leta 1806 je Retzius v svoji knjigi "Försök til en flora" predstavil kako lahko drobnjak uporabimo za začinjanje palačink, juh, rib in sendvičev. Na Švedskem je sestavina gräddfill omake, ki je na vsakoletnih kresovanjih postrežena s tradicionalno švedsko jedjo. Cvetovi so po navadi uporabljeni za okrasitev jedi. Na Poljskem drobnjak postrežejo z quark sirom. Poleg pehtrana, prave krebuljice in peteršilja je eden izmed najodličnejših zelišč v francoski kuhinji. Svež drobnjak je skozi celo leto na razpolago v številnih živilskih trgovinah. Tisti, ki ga gojijo na vrtovih, pa lahko presežne količine pridelanega drobnjaka tudi zamrznejo, saj se mu s tem okus ne poslabša.  

### Kmetijstvo
Kot je opisal Retzius, kmetje drobnjak nasadijo na robove cvetličnih gred, da s tem rastline zaščitijo pred insekti, saj odganja nezaželeno golazen. V ta namen se lahko uporablja tudi iz listov izstisnjen sok, ki je med drugim uporaben tudi za glivične infekcije, plesen in garje. Drobnjakovi cvetovi so privlačni za čebele, katerih prisotnost je pomembna v vrtovih s številnimi rastlinami, ki potrebujejo oprašitev. Poparek je uporaben kot pršilo proti listnim ušem, jablanovem škrlupu in plesni.
 

### Zdravilni učinki
Zdravilne lastnosti drobnjaka so zelo podobne lastnostim česna, le da so sibkejše. Prav zaradi tega je verjetno uporaba drobnjaka kot zdravilno zelišče omejena. Zaradi velikega števila žveplovih sestavin, kot so alil sulfidi in alkil sulfoksidi, ima drobnjak blagodejen učinek na cirkulacijski sistem. Uporablja se tudi kot spodbujevalec teka, poživilo, diuretik, antiseptik ter blag antibiotik. Kot stranski učinek se lahko zaradi prekomerne uporabe pojavijo prebavne motnje, vendar je to bolj malo verjetno, saj se drobnjak po navadi uporablja v majhnih količinah in nikoli kot glavna jed. Vsebuje vitamin A in C, majhne količine žvepla in kalcij ter železo.   

## Gojenje
Drobnjak je gojen v kulinarične in okrasne namene. Njegovi vijolični cvetovi so pogosto uporabljeni v šopkih iz suhega cvetja. Uspeva v dobro izsušeni organsko bogati prsti, s pH 6-7 in potrebuje veliko sončne svetlobe.  Zraste iz semen in dozori poleti ali zgodaj jeseni. Za vzklitev je potrebna temperatura 15-20 °C in stalna vlaga. Lahko vzklije tudi v hladnejšem notranjem prostoru, vendar ga je kasneje potrebno posaditi zunaj. Po vsaj štirih tednih so mladi poganjki pripravljeni za posaditev na vrt. Prav tako se zlahka razmnoži z delitvijo. V hladnejših pokrajinah se tekom zime ohrani v obliki čebulic, spomladi pa poženejo novi listi. Drobnjak, ki izgleda star, lahko porežemo za 2–5 cm. Pri žetvi pa je potrebno stebla porezati do same osnove, kar lahko v obdobju rasti  delamo neprestano, saj listi vsakič ponovno zrastejo.

## Zgodovina in kulturna vloga
Drobnjak je bil v Evropi gojen od srednjega veka, čeprav nekateri viri navajajo njegovo uporabo že 5000 let nazaj. Rimljani so verjeli v njegove blagodejne učinke pri lajšanju bolečin v primeru opeklin ali bolečega grla. Prav tako naj bi bil primeren za povišanje krvnega tlaka in uporaben kot diuretik. Romunski Romi so drobnjak uporabljali tudi za vedeževanje. Verjeli so, da lahko šop posušenega drobnjaka, obešenega okoli hiše, odganja bolezni in zlo. 